# Filtro m-derivato
I filtri m-derivati o filtri di tipo m sono un tipo di filtri elettronici progettati utilizzando il metodo delle impedenze immagine. Essi sono stati ideati da Otto Zobel nei primi anni 1920. Questo tipo di filtri, in origine, era destinato per l'uso con la multiplazione telefonica ed era un miglioramento dell'esistente filtro di tipo a costante k. Il problema principale da affrontare era la necessità di ottenere un migliore adattamento del filtro nelle impedenze di terminazione. In generale, tutti i filtri progettato con il metodo delle impedenze immagine non riescono a dare un adattamento esatto, ma il filtro di tipo m, con un'opportuna scelta del parametro m, rappresenta un grande miglioramento. La sezione del filtro di tipo m ha un ulteriore vantaggio in quanto c'è una transizione rapida dalla frequenza di taglio della banda passante a un polo di attenuazione appena dentro la banda da eliminare. Nonostante questi vantaggi, c'è un inconveniente con i filtri di tipo m; alle frequenze oltre il polo di attenuazione, la risposta riprende a crescere e i filtri di tipo m ha una scarsa reiezione della banda da eliminare. Per questa ragione, i filtri progettati utilizzando sezioni di tipo m sono spesso progettati come filtri composti con una miscela di sezioni di tipo k e di tipo m e valori diversi di m in punti diversi per ottenere le prestazioni ottimali da entrambi i tipi.

## Premesse
Zobel brevettò una rete di adattamento di impedenza nel 1920 
che, in sostanza, utilizzava la topologia di quelli che ora vengono chiamati filtri di tipo m, ma Zobel non li denominò come tali, né li analizzaò con il metodo delle impedenze immagine. Questo precede la pubblicazione di George Campbell del suo progetto di tipo a costante k nel 1922 su cui si basa il filtro di tipo m. Zobel pubblicò la teoria dell'analisi delle impedenze immagine dei filtri di tipo m nel 1923. Un tempo popolari, i filtri di tipo m e, in generale, i filtri progettati con parametri immagine vengono ora progettati raramente, essendo stati sostituiti dai più avanzati metodi di sintesi di rete.

## Derivazione

Generica semisezione di filtro in serie m-derivato.

Semisezione di filtro passa-basso in shunt m-derivato.

L'elemento costitutivo dei filtri m-derivati, come con tutti i filtri progettati con il metodo delle impedenze immagine, è la rete a "L", chiamata semisezione e composta da un'impedenza Z in serie e un'ammettenza Y in shunt. Il filtro m-derivato discende dal filtro a costante k. Il punto di partenza del progetto è rappresentato dai valori di Z e Y, derivanti dal prototipo a costante k, che sono dati da:
{\displaystyle k^{2}={\frac {Z}{Y}}}
dove k è l'impedenza nominale del filtro, o R0. A questo punto, il progettista moltiplica Z e Y per una costante arbitraria m (0 < m < 1). Ci sono due tipi diversi di sezione m-derivata: serie e shunt. Per ottenere la semisezione m-derivata in serie, il progettista determina l'impedenza che deve essere aggiunta a 1/mY per rendere l'impedenza immagine ZiT la stessa dell'impedenza immagine della sezione originale a costante k. Dalla formula generale per le impedenze immagine, si può dimostrare che l'impedenza aggiuntiva richiesta è:
{\displaystyle {\frac {1-m^{2}}{m}}Z.}
Per ottenere la semisezione m-derivata in shunt, viene aggiunta un'ammettenza a 1/mZ per rendere l'impedenza immagine ZiΠ la stessa dell'impedenza immagine della semisezione originale. Si può dimostrare che l'ammettenza aggiuntiva richiesta è:
{\displaystyle {\frac {1-m^{2}}{m}}Y.}
Le disposizioni generali di questi circuiti sono mostrate negli schemi a destra insieme a un esempio specifico di una sezione passa-basso.
Una conseguenza di questa progettazione è che la semisezione m-derivata corrisponderà (dal punto di vista dell'adattamento di impedenza) a una sezione di tipo k solo su un lato. Inoltre, una sezione di tipo m con un valore di m non corrisponderà a un'altra sezione di tipo con un altro valore di m tranne che sui lati che offrono l'impedenza Zi del tipo k.

### Frequenza operativa
Per la semisezione passa-basso mostrata, la frequenza di taglio (in inglese cut-off frequency) del filtro di tipo m è la stessa di quella del tipo k ed è data da:
{\displaystyle \omega _{c}={\frac {1}{\sqrt {LC}}}.}
Il polo di attenuazione si ha per:
{\displaystyle \omega _{\infty }={\frac {\omega _{c}}{\sqrt {1-m^{2}}}}.}
Da ciò è chiaro che valori più piccoli di m produrranno una {\displaystyle \omega _{\infty }} più vicina alla frequenza di taglio {\displaystyle \omega _{c}\,\!} e quindi daranno luogo a un taglio più netto. Nonostante questo taglio, ciò porta anche la risposta indesiderata di eliminazione di banda del tipo m più vicina alla frequenza di taglio, rendendo più difficile il filtraggio con le sezioni successive. Il valore di m scelto è solitamente un compromesso tra questi requisiti in conflitto tra loro. C'è anche un limite pratico a quanto piccolo possa essere reso m dovuto alla resistenza intrinseca degli induttori. Ciò ha l'effetto di far sì che il polo di attenuazione sia meno profondo (cioè non è più un vero polo in cui si ha un infinito) e che la pendenza del taglio sia meno ripida. Questo effetto diviene più marcato man mano che {\displaystyle \omega _{\infty }} si avvicina a {\displaystyle \omega _{c}\,\!} e non c'è più alcun miglioramento nella risposta con un m di circa 0,2 o meno.

### Impedenza immagine

Impedenza immagine Z_{iTm} di un filtro passa-basso prototipo m-derivato in shunt per vari valori di m. I valori al di sotto della frequenza di taglio sono mostrati solo per maggiore chiarezza.

Le seguenti espressioni per le impedenze immagine sono tutte riferite alla sezione del prototipo passa-basso. Esse sono scalate all'impedenza nominale R0 = 1 e le frequenze in queste espressioni sono tutte scalate alla frequenza di taglio ωc = 1.

#### Sezioni in serie
Le impedenze immagine della sezione in serie sono date da:
{\displaystyle Z_{iT}={\sqrt {1-\omega ^{2}}}}
e sono le stesse rispetto alla sezione a costante k
{\displaystyle Z_{i\Pi m}={\frac {1-\left(\omega /\omega _{\infty }\right)^{2}}{\sqrt {1-\omega ^{2}}}}.}

#### Sezioni in shunt
Le impedenze immagine della sezione in shunt sono date da:
{\displaystyle Z_{i\Pi }={\frac {1}{\sqrt {1-\omega ^{2}}}}}
e sono le stesse rispetto alla sezione a costante k
{\displaystyle Z_{iTm}={\frac {\sqrt {1-\omega ^{2}}}{1-\left(\omega /\omega _{\infty }\right)^{2}}}}
Come accade con la sezione di tipo k, l'impedenza immagine della sezione passa-basso di tipo m è puramente reale al di sotto della frequenza di taglio e puramente immaginaria al di sopra. Dal grafico si può vedere che nella banda passante l'adattamento di impedenza più vicino a una terminazione a resistenza pura costante si verifica a circa m = 0,6.

### Parametri di trasferimento

Funzione di trasferimento di un filtro passa-basso m-derivato per una semisezione singola.

Nel caso delle sezioni m-derivate, in generale, i parametri di propagazione per una semisezione sono dati da:
{\displaystyle \gamma =\sinh ^{-1}{\frac {mZ}{\sqrt {k^{2}+(1-m^{2})Z^{2}}}}}
e per n semisezioni:
{\displaystyle \gamma _{n}=n\gamma \,\!}
Nel caso del particolare esempio della sezione a L  passa-basso, i parametri di propagazione si risolvono diversamente in tre bande di frequenza.
Per {\displaystyle 0<\omega <\omega _{c}\,\!} la propagazione è senza perdite:
{\displaystyle \gamma =\alpha +i\beta =0+i{\frac {1}{2}}\cos ^{-1}\left(1-{\frac {2m^{2}}{\left({\frac {\omega _{c}}{\omega }}\right)^{2}-\left({\frac {\omega _{c}}{\omega _{\infty }}}\right)^{2}}}\right)}
Per {\displaystyle \omega _{c}<\omega <\omega _{\infty }} i parametri di propagazione sono:
{\displaystyle \gamma =\alpha +i\beta ={\frac {1}{2}}\cosh ^{-1}\left({\frac {2m^{2}}{\left({\frac {\omega _{c}}{\omega }}\right)^{2}-\left({\frac {\omega _{c}}{\omega _{\infty }}}\right)^{2}}}-1\right)+i{\frac {\pi }{2}}}
Per {\displaystyle \omega _{\infty }<\omega <\infty } i parametri di propagazione sono:
{\displaystyle \gamma =\alpha +i\beta ={\frac {1}{2}}\cosh ^{-1}\left(1-{\frac {2m^{2}}{\left({\frac {\omega _{c}}{\omega }}\right)^{2}-\left({\frac {\omega _{c}}{\omega _{\infty }}}\right)^{2}}}\right)+i0}

### Trasformazioni del prototipo
I grafici mostrati relativi all'impedenza immagine, all'attenuazione e al cambiamento di fase sono i grafici di una sezione di filtro prototipo passa-basso. Il prototipo ha frequenza di taglio ωc = 1 rad/s e impedenza nominale R0 = 1 Ω. Ciò viene ottenuto mediante una semisezione di filtro per la quale L = 1 henry e C = 1 farad. Questo prototipo può essere scalato in impedenza e scalato in frequenza ai valori desiderati. Il prototipo passa-basso può anche essere trasformato nei tipi passa-alto, passa-banda o elimina-banda mediante l'applicazione di opportune trasformazioni in frequenza.

## Sezioni in cascata
Diverse semisezioni a L possono essere collegate in cascata per formare un filtro composto. In queste combinazioni, le impedenze simili devono sempre essere rivolte una verso l'altra. Ci sono perciò due circuiti che si possono formare con due semisezioni a L identiche. Quando ZiT è rivolta verso ZiT, la sezione è chiamata sezione a Π (pi greco). Quando ZiΠ è rivolta verso ZiΠ la sezione formata è una sezione a T. Ulteriori aggiunte di semisezioni a ciascuna di queste formano una rete a scaletta che può iniziare e terminare con elementi in serie o in shunt.
Va tenuto presente che le caratteristiche del filtro previste dal metodo delle impedenze immagine sono accurate solo se la sezione viene terminata con la sua impedenza immagine. Questo di solito non è vero per le sezioni a entrambe le estremità, che di solito sono terminate con una resistenza fissa. Più la sezione è lontana dall'estremità del filtro, più accurata sarà la previsione poiché gli effetti delle impedenze di terminazione sono mascherati dalle sezioni intermedie. Solitamente si utilizzano semisezioni alle estremità del filtro con m = 0,6 poiché questo valore fornisce la Zi più piatta nella banda passante e quindi il migliore adattamento per una terminazione resistiva.
| Sbilanciate     | Sbilanciate     | Sbilanciate | Sbilanciate | Sbilanciate            | Sbilanciate            |
| --------------- | --------------- | ----------- | ----------- | ---------------------- | ---------------------- |
| Semisezione a L | Semisezione a L | Sezione a T | Sezione a T | Sezione a Π (pi greco) | Sezione a Π (pi greco) |
|                 |                 |             |             |                        |                        |
| Rete a scaletta |                 |             |             |                        |                        |
|                 |                 |             |             |                        |                        |

| Bilanciate | Bilanciate | Bilanciate | Bilanciate                                                                                            | Bilanciate                                                                                            | Bilanciate                                                                                            |
| --- | --- | --- | --- | --- | --- |
| Semisezione a C | Semisezione a C | Sezione ad H | Sezione ad H                                                                                          | Sezione a box                                                                                         | Sezione a box                                                                                         |
| | | | | | |
| Rete a scaletta | | | | | |
| | | | | | |
| Sezione a X (centrale-T-Derivata) (I due rami Y hanno in comune un'estremità come i rami laterali di una T coricata) | Sezione a X (centrale-T-Derivata) (I due rami Y hanno in comune un'estremità come i rami laterali di una T coricata) | Sezione a X (centrale-T-Derivata) (I due rami Y hanno in comune un'estremità come i rami laterali di una T coricata) | Sezione a X (centrale-Π-Derivata) (I due rami Y sono paralleli come i rami laterali di un Π coricato) | Sezione a X (centrale-Π-Derivata) (I due rami Y sono paralleli come i rami laterali di un Π coricato) | Sezione a X (centrale-Π-Derivata) (I due rami Y sono paralleli come i rami laterali di un Π coricato) |
| | | | | | |

| N.B. | I libri di testo e gli schemi di progetto di solito mostrano le implementazioni sbilanciate, ma nel campo delle telecomunicazioni è spesso necessario convertire il progetto in un'implementazione bilanciata, quando viene usato con linee bilanciate. | modifica |